# Ruta 732 (Costa Rica)
La Ruta 732, oficialmente Ruta Nacional Terciaria 732, es una ruta nacional de Costa Rica ubicada en la provincia de Alajuela.

## Descripción
En la provincia de Alajuela, la ruta atraviesa el cantón de Upala (los distritos de Aguas Claras, San José (Pizote)).